# عين الفريدس
عين الفريدس هي قرية لبنانية من قرى قضاء عاليه في محافظة جبل لبنان.